# Веллсвілл (Огайо)
Веллсвілл (англ. Wellsville) — селище (англ. village) в США, в окрузі Коламбіана штату Огайо. Населення — 3113 особи (2020).

## Географія
Веллсвілл розташований за координатами 40°36′14″ пн. ш. 80°39′17″ зх. д. / 40.60389° пн. ш. 80.65472° зх. д. (40.604012, -80.654737).  За даними Бюро перепису населення США в 2010 році селище мало площу 4,95 км², з яких 4,67 км² — суходіл та 0,28 км² — водойми.

## Демографія
Згідно з переписом 2010 року, у селищі мешкала 3541 особа в 1475 домогосподарствах у складі 957 родин. Густота населення становила 715 осіб/км².  Було 1774 помешкання (358/км²).
Расовий склад населення:
| - 89,3 % — білих - 6,8 % — чорних або афроамериканців - 0,4 % — азіатів - 0,1 % — корінних американців |

До двох чи більше рас належало 3,0 %. Частка іспаномовних становила 1,2 % від усіх жителів.
За віковим діапазоном населення розподілялося таким чином: 26,0 % — особи молодші 18 років, 59,2 % — особи у віці 18—64 років, 14,8 % — особи у віці 65 років та старші. Медіана віку мешканця становила 37,6 року. На 100 осіб жіночої статі у селищі припадало 88,2 чоловіків;  на 100 жінок у віці від 18 років та старших — 86,8 чоловіків також старших 18 років.
Середній дохід на одне домашнє господарство  становив 42 427 доларів США (медіана — 28 087), а середній дохід на одну сім'ю — 51 695 доларів (медіана — 36 913). За межею бідності перебувало 35,3 % осіб, у тому числі 44,0 % дітей у віці до 18 років та 16,6 % осіб у віці 65 років та старших.
Цивільне працевлаштоване населення становило 1115 осіб. Основні галузі зайнятості: освіта, охорона здоров'я та соціальна допомога — 24,5 %, виробництво — 22,4 %, роздрібна торгівля — 16,2 %, мистецтво, розваги та відпочинок — 13,6 %.